# الشجرة غير المثمرة (فلم)
الشجرة غير المثمرة (بالفرنسية: L'arbre sans fruit)، هُو فيلم وثائقي نيجيري صدر سنة 2016 وأخرجته المُخرجة عائشة ماكي في أول عمل إخراجي لها.

## وصلات خارجية
- الشجرة غير المثمرة  في قاعدة بيانات الأفلام على الإنترنت (بالإنجليزية)